# The Shin
The Shin — (груз. შინ, (Шин) — «Дорога домой» по-грузински) грузинское и немецкое джазовое трио. Исполняют джаз, этно-джаз. Сами музыканты определяют свой стиль как «иберо-кавказский джаз», сочетающий импровизационность, фольклорную музыку и грузинский вокал.
На своей родине «The Shin» является одной из самых популярных джазовых групп. С 1994 года музыканты живут и работают в Германии, сама группа была организована в 1998 году. Лауреаты многих джазовых фестивалей. В 1992 году Заза Миминошвили был признан лучшим джазовым гитаристом Грузии..
Состав группы: Заза Миминошвили (акустическая гитара, пандури), Зураб Гагнидзе (бас-гитара, вокал), Мамука Гаганидзе (вокал, перкуссия, акустическая гитара)

## Евровидение 2014
Группа совместно с Марико Эбралидзе представляли Грузию на конкурсе песни «Евровидение 2014», с песней «Three Minutes to Earth».

## Дискография
- 1995 год — ADIO Shin
- 1999 год — Tseruli
- 2003 год — Ibero-Caucasian Style
- 2005 год — Many Timer
- 2006 год — EgAri